# Kuttlerlappen
Ein Kuttlerlappen (auch als „laterale VY-Plastik nach Kuttler“ bezeichnet) ist eine Lappenplastik am Finger, bei der ein oder zwei dreieckförmige Hautlappen zur Abdeckung eines Hautdefektes mobilisiert werden. Die Lappen enthalten Blutgefäße und Nerven.

## Details
Diese Lappenplastik eignet sich besonders bei schräg zur Handfläche zu bzw. bei seitlich verlaufenden Defekten. Wenn ein Defekt schräg zur Seite verläuft, reicht ein Lappen aus. Seitliche Lappen können weiter verschoben werden als solche auf der Innenfläche, so dass größere Defekte gedeckt werden können. Das verbleibende seitliche Drittel bildet die distale Basis des Kuttlerlappens, wobei der Schrägschnitt etwa ein bis zwei Millimeter vom Nagelfalz entfernt ansetzt. Die Dreieckspitze ist dabei bis zur Mitte des Mittelgliedes in proximaler Richtung verschiebbar. Die Blutversorgung des Lappens erfolgt handflächenseitig. Eine solche Behandlung wird zumeist unter Lokalanästhesie ausgeführt.

## Nachbehandlung
Bei Anwendung eines lockeren Gazeverbandes und Ruhigstellung der Hand ist nach einer Woche bereits eine sichtbare Wundheilung zu beobachten. Nach etwa zwei weiteren Wochen ist der Finger wieder weitgehend belastbar.